# Coin Rivet Invitational
Das Coin Rivet Invitational war ein Pokerturnier, das vom 10. bis 12. September 2022 im nordzyprischen Kyrenia ausgetragen wurde. Es war das zweite Einladungsturnier der Triton Poker Series und mit seinem Buy-in von 210.000 US-Dollar eines der teuersten Pokerturniere des Jahres.

## Modus
Das Event wurde im Merit Royal Hotel & Casino im nordzyprischen Kyrenia ausgetragen und von der Triton Poker Series veranstaltet. Als Sponsor fungierte die Krypto-Plattform Coin Rivet, die sich auch die Namensrechte am Event sicherte. Gespielt wurde die Variante No Limit Hold’em. Der Buy-in betrug 210.000 US-Dollar, wovon 200.000 US-Dollar im Preispool landeten und der Rest als Turniergebühr an den Veranstalter ging. Zusätzlich war jedem Spieler nach Ausscheiden ein Re-Entry gestattet. Das Spielsystem ähnelte dem des Triton Million for Charity: Als Freizeitspieler bzw. Geschäftsmann konnte man sich direkt in das Turnier einkaufen und anschließend einen Profispieler zum Event einladen. In den ersten acht Blindleveln, die jeweils 50 Minuten lang dauerten, saßen die Freizeit- und Profispieler an getrennten Tischen. Das gesamte Turnier wurde live auf YouTube gestreamt.

## Teilnehmer
90 Spieler, je 45 Freizeitspieler und Profispieler, nahmen am Turnier teil. Darunter befanden sich mit Sosia Jiang, Ebony Kenney und Melika Razavi drei Frauen.

### Freizeitspieler
- Scott Ball
- James Bord
- Karl Chappe-Gatien
- David Einhorn
- Alireza Fatehi
- Ashkan Fattahi
- Yu Feng
- Tony G
- Johan Guilbert
- Wadsim Hadsdanker
- Ramin Hacıyev
- Theis Hennebjerre
- Sosia Jiang
- Amit Kanodia
- Morten Klein
- Ivan Leow
- Chin Lim
- Sam Miller
- Phillip Nagy
- Paul Newey
- David Nicholson
- Andrew Pantling
- Sean Perry
- Paul Phua
- Alexei Platonow
- Punnat Punsri
- Melika Razavi
- Talal Shakerchi
- Kent Staahle
- Philip Sternheimer
- Santhosh Suvarna
- Elias Talvitie
- Kannapong Thanarattrakul
- Jean-Noël Thorel
- Kerem Tibuk
- Elton Tsang
- Leon Tsoukernik
- Sinan Ünlü
- Phachara Wongwichit
- Horace Wei
- Eric Worre
- Richard Yong
- Robert Yong
- Wai Yong
- Zhenglong Zhou

### Professionelle Spieler
- Michael Addamo
- Patrik Antonius
- Mikita Badsjakouski
- Chris Brewer
- László Bujtás
- Wjatscheslaw Buldygin
- Kahle Burns
- Rui Cao
- Daniel Cates
- Stephen Chidwick
- Albert Daher
- Seth Davies
- Yuri Dzivielevski
- Matthias Eibinger
- Luuk Gieles
- Sam Grafton
- Sam Greenwood
- Bertrand Grospellier
- Isaac Haxton
- Ben Heath
- Henrik Hecklen
- Fedor Holz
- Phil Ivey
- Espen Jørstad
- Mustapha Kanit
- Ebony Kenney
- Jason Koon
- Wiktor Kudinow
- Linus Löliger
- Wiktor Malinowski
- Artur Martirossjan
- Adrián Mateos
- Steve O’Dwyer
- David Peters
- Nick Petrangelo
- Aleksejs Ponakovs
- Felipe Ramos
- Erik Seidel
- Michael Soyza
- Daniel Tang
- Ben Tollerene
- Christoph Vogelsang
- Tom Vogelsang
- Barak Wisbrod
- Michael Zhang

## Ergebnisse

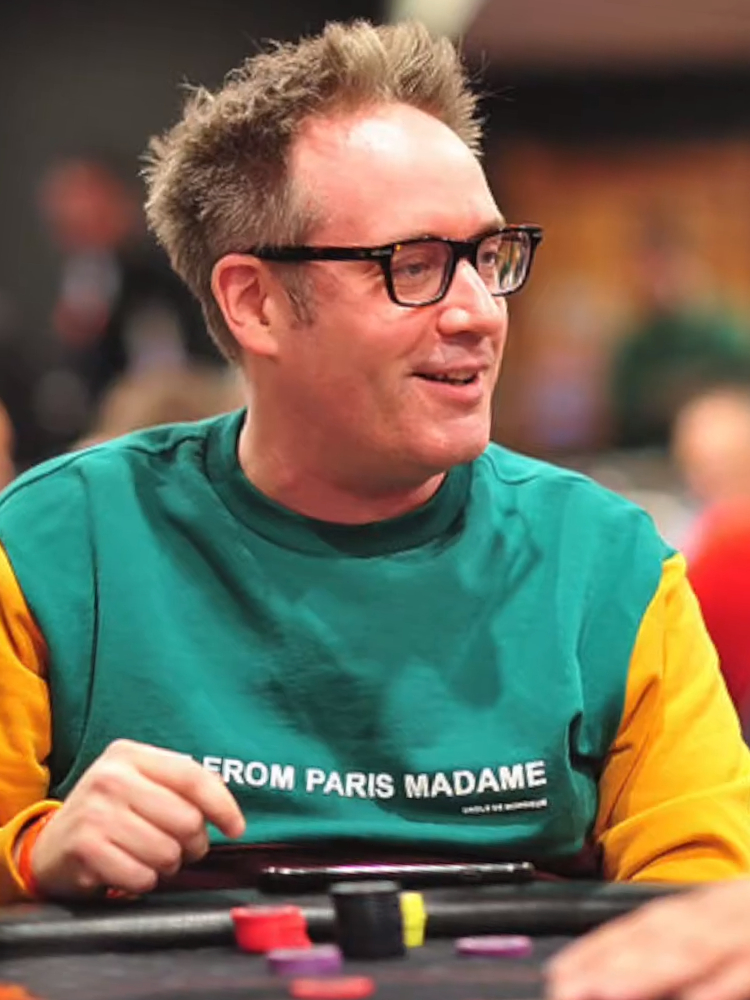
Sam Grafton (2019)

Von den 90 Teilnehmern kauften sich 25 Spieler erneut ein, womit ein Preispool von 23 Millionen US-Dollar generiert wurde. Aufgrund der Dimension der Preisgelder zog das Event ein überregionales Medieninteresse auf sich. Alle Teilnehmer starteten mit einem Stack von 300.000 Chips. Nach dem ersten Turniertag befanden sich noch 80 Spieler im Event, wobei Leon Tsoukernik mit über 1,5 Millionen Chips das Feld anführte. Am zweiten Turniertag wurden die Freizeit- und Profispieler erstmals gemischt. Mit dem Ausscheiden von Chris Brewer auf Rang 18 waren die Preisgeldränge erreicht und alle verbliebenen Spieler hatten 380.000 US-Dollar sicher. Mit 16 Spielern endete der Tag; Chipleader war Fedor Holz, der als einziger Spieler mehr als 6 Millionen Chips besaß. Am dritten Tag wurde der Finaltisch erreicht, in den Karl Chappe-Gatien als Führender startete. Mit Ebony Kenney schied die letzte Frau auf dem fünften Platz aus, der mit 1,7 Millionen US-Dollar dotiert war. Bester Deutscher wurde Fedor Holz, der als Vierter 2,1 Millionen US-Dollar erhielt. Nach dem Ausscheiden von Karl Chappe-Gatien als Dritter ging Sam Grafton mit einer klaren Führung ins Heads-Up gegen Linus Löliger. In der finalen Hand gingen vor dem Flop alle Chips in die Mitte und Graftons A♣ 7♥ hielt gegen K♦ 6♠ des Schweizers. Der Brite erhielt für seinen Sieg neben einer Trophäe eine Auszahlung von 5,5 Millionen US-Dollar.
| Platz | Herkunft               | Spieler            | Preisgeld (in $) |
| ----- | ---------------------- | ------------------ | ---------------- |
| 1     | Vereinigtes Konigreich | Sam Grafton        | 5.500.000        |
| 2     | Schweiz                | Linus Löliger      | 3.900.000        |
| 3     | Frankreich             | Karl Chappe-Gatien | 2.600.000        |
| 4     | Deutschland            | Fedor Holz         | 2.100.000        |
| 5     | Vereinigte Staaten     | Ebony Kenney       | 1.700.000        |
| 6     | Lettland               | Aleksejs Ponakovs  | 1.350.000        |
| 7     | Finnland               | Elias Talvitie     | 1.050.000        |
| 8     | Vereinigte Staaten     | Seth Davies        | 0.770.000        |
| 9     | Niederlande            | Tom Vogelsang      | 0.620.000        |
| 10    | Litauen                | Tony G             | 0.485.000        |
| 11    | Belarus                | Wadsim Hadsdanker  | 0.485.000        |
| 12    | Vereinigte Staaten     | Daniel Cates       | 0.440.000        |
| 13    | Danemark               | Theis Hennebjerre  | 0.440.000        |
| 14    | Hongkong               | Horace Wei         | 0.400.000        |
| 15    | Tschechien             | Leon Tsoukernik    | 0.400.000        |
| 16    | Vereinigtes Konigreich | David Nicholson    | 0.380.000        |
| 17    | Vereinigte Staaten     | Eric Worre         | 0.380.000        |